# Epancyloceras
Genre
Epancyloceras  est un genre d'Ammonitida (ammonites « vraies ») de la famille des Ancyloceratidae, datant de l'Aptien inférieur (Crétacé inférieur).
Espèce type : Epancyloceras hytense Spath, 1930